# Tambaksari
Tambaksari é um kecamatan (subdistrito) da cidade de Surabaia, na Província Java Oriental, Indonésia.

## Keluharan
Tambaksari possui 6 keluharan:
- Tambaksari
- Ploso
- Rangkah
- Pacar Kembang
- Gading
- Pacar Keling